# لیز تره‌او
لیز تره‌او (انگلیسی: Lise Tréhot; ۱۴ مارس ۱۸۴۸ – ۱۲ مارس ۱۹۲۲) مدل فرانسوی بود که از سال ۱۸۶۶ تا ۱۸۷۲، در دوران اولیه فعالیت سالنی پیر اگوست رنوآر، مدل او بود. او در بیش از بیست نقاشی ظاهر شد که از جمله آثار شاخص آن می‌توان به لیز با یک چتر (۱۸۶۷) و در تابستان (۱۸۶۸) اشاره کرد. در این دوره، تقریباً تمام آثار رنوآر که شامل چهره‌های زنانه بودند، با مدلینگ تره‌او خلق شدند. تره‌او در سال ۱۸۸۳ با ژرژ بری‌یر دو لیل ازدواج کرد و چهار فرزند بزرگ کرد که به آن‌ها دو نقاشی از رنوآر، یعنی لیز در حال دوختن (۱۸۶۷–۶۸) و لیز با شال سفید (۱۸۷۲) را به ارث گذاشت. هر دو اثر در حال حاضر در موزه هنر دالاس نگهداری می‌شوند.

## اوایل زندگی
لیز تره‌او در ۱۴ مارس ۱۸۴۸ در اکویوی، سن-ا-اواز، فرانسه، در خانواده‌ای به نام لوئی تره‌او و آملی الیزابت بودین به دنیا آمد. پدرش تا اواسط دهه ۱۸۵۰ متصدی پست شهر بود و سپس خانواده را به پاریس منتقل کرد، جایی که در یک مغازه در منطقه ۱۷ پاریس به فروش لیموناد، تنباکو و شراب پرداخت. لیز چهارمین فرزند از شش خواهر و برادر خود بود که شامل سه برادر و دو خواهر دیگر می‌شد. یک سند از آن دوره، حرفه تره‌او را خیاطی ثبت کرده است. کلمانس تره‌او، خواهر بزرگ‌ترش، معشوقه هنرمند ژول لو کور بود که بعدها او را احتمالاً در ژوئن ۱۸۶۵، در خانه‌اش در مارلوت به پیر اگوست رنوآر معرفی کرد.

## دوره مدلینگ
ترهو زمانی که حدود هجده سال داشت، مدل پیر اگوست رنوآر شد؛ در آن زمان، رنوآر بیست و پنج ساله بود. از جمله نخستین نقاشی‌هایی که ترهو در آن‌ها به تصویر کشیده شد، می‌توان به لیز با کلاه حصیری (۱۸۶۶) و لیز در حال دوختن (۱۸۶۷–۶۸) اشاره کرد. تصور می‌شود که رنوآر یک اثر برهنه مدرن از ترهو را به عنوان دیانا (۱۸۶۷) نقاشی کرده باشد، اما این اثر در سالن ۱۸۶۷ پذیرفته نشد. رنوآر در سال بعد، با اثر لیز (۱۸۶۷) که در سالن ۱۸۶۸ به نمایش درآمد، موفقیت انتقادی به دست آورد. این نقاشی امپرسیونیستی، پرتره‌ای تمام‌قد از ترهو را نشان می‌دهد که در یک پارک جنگلی قدم می‌زند و نور خورشید از میان درختان به او می‌تابد.
منتقد هنری زکری آستراک، ترهو را در لیز به عنوان «دختر دوست‌داشتنی پاریسی در جنگل» و دختری از طبقه کارگر توصیف کرد. امیل زولا نیز این اثر را تحسین کرد و ترهو را با کامیل دونسیو، مدل و همسر بعدی کلود مونه مقایسه کرد. منتقد هنری فرانسوی تئودور دوره بعداً اشاره کرد که لیز رنوآر به دلیل شباهتش به تکنیک گوستاو کوربه، در سالن واکنش‌های مخالف خاصی برنینگیخت. با این حال، تصمیم رنوآر برای سایه‌دار کردن چهره ترهو و تأکید بر انعکاس نور خورشید روی لباس سفیدش در لیز، باعث شد که برخی منتقدان ظاهر او را به دلیل این تضاد نامعمول به تمسخر بگیرند.
در سالن ۱۸۶۹، ترهو در اثری به نام در تابستان (۱۸۶۸) به تصویر کشیده شد؛ در این نقاشی، او پیراهنی آزاد به تن دارد که از روی شانه‌هایش افتاده است. جان کالینز اشاره می‌کند که «چهره تیره، سنگین و بی‌احساس» ترهو در چنین پرتره‌هایی موفق بود، اما در نقاشی‌های رسمی‌تر و دارای لباس‌های مجلل، مانند زوج نامزد (۱۸۶۸)، که او را در کنار هنرمند آلفرد سیسلی نشان می‌دهد، چندان موفق نبود. در تابستان ۱۸۶۹، او همراه با رنوآر به خانه والدینش در ویل-داورای رفت و به بوژیوال سفر کرد، جایی که رنوآر در کنار مونه صحنه‌هایی از آب را نقاشی کرد. اثر قایق (۱۸۷۰) احتمالاً تصویری از لیز در همین تعطیلات تابستانی است.
در مجموع، ترهو در بیش از بیست اثر از رنوآر در دوران اولیه سالن، از حدود ۱۸۶۶ تا ۱۸۷۲، ظاهر شد. به گفته تاریخ‌نگار هنر، جان هاوس، «لیز مدل تقریباً تمام فیگورهای زنانه رنوآر در این دوره بود».
اطلاعات کمی دربارهٔ ماهیت دقیق رابطه ترهو با رنوآر در دوران مدلینگ او در دست است؛ گفته می‌شود که او در ۱۴ دسامبر ۱۸۶۸ پسری به نام پیر به دنیا آورد، اما مشخص نیست که چه بر سر او آمد و احتمالاً در نوزادی درگذشت. در ۲۱ ژوئیه ۱۸۷۰، ترهو دختری به نام ژان (درگذشتهٔ ۱۹۳۴) به دنیا آورد که برای پرورش به یک دایه سپرده شد. رنوآر تا پایان عمرش، و پس از مرگ او با کمک آمبروز وولار، به‌طور مخفیانه از ژان حمایت مالی کرد، اما هرگز در دوران زندگی‌اش، به‌طور علنی یا قانونی، او را به عنوان دختر خود نپذیرفت.
به دلایل نامعلومی، ترهو پس از سال ۱۸۷۲ دیگر برای رنوآر مدل نشد؛ گفته شده است که او هرگز دوباره با رنوآر صحبت نکرد یا او را ندید. با وجود اینکه ترهو نقش مهمی در دوران اولیه حرفه‌ای رنوآر داشت، او هرگز نامی از وی در مصاحبه‌ها، خاطرات یا زندگینامه‌های منتشرشده‌اش نبرد.

## یادداشت
1. ↑  ترهو معمولاً به عنوان مدل دیانا پذیرفته می‌شود، اما در سال ۲۰۱۲، تاریخ‌نگار هنر مایکل اف. زیمرمن استدلال کرد که این مدل، ترهو نبوده است.[۷] متصدی هنری سیلوی پاتری از موزه اورسی نیز تردید دارد که ترهو مدل این اثر باشد.[۸]